# Wienerwald-Rede
Am 24. November 1976 versammelte sich der Landesausschuss der Jungen Union Bayern in einem Sitzungssaal der Hauptverwaltung des Wienerwald-Konzerns in München. Unter den Anwesenden war auch der damalige CSU-Vorsitzende Franz Josef Strauß, der in einer hitzigen Rede die CDU und deren Vorsitzenden Helmut Kohl mit groben Formulierungen angriff („Er [Helmut Kohl] ist total unfähig. Ihm fehlen die charakterlichen, die geistigen und die politischen Voraussetzungen. Ihm fehlt alles dafür [fürs Kanzleramt]“). Die Rede wurde von einem Unbekannten mitgeschnitten und fünf Tage später vom Spiegel als Niederschrift veröffentlicht. Bald darauf war sie als Wienerwald-Rede bekannt.

## Politischer Zusammenhang
Am 19. November 1976 beschloss die CSU in einer Sitzung in Wildbad Kreuth, sich von der Unionsschwester CDU zu trennen und bundesweit zu kandidieren (→ Kreuther Trennungsbeschluss). Am 22. November forderte die CDU von ihrer Schwesterpartei, sich zur Union zu bekennen; andernfalls wollte sie einen eigenen Landesverband in Bayern gründen. Am 12. Dezember beschlossen CDU und CSU, auch künftig als gemeinsame Fraktion aufzutreten.

## Der Tonmitschnitt
Von Strauß’ gut dreistündiger Rede ist ein Tonmitschnitt von 45 Minuten Dauer bekannt.
Auszüge des Mitschnitts wurden von dem Münchner Bibliothekar und Vorstandsmitglied der SPD-Südbayern Jürgen Heckel auf Kassetten für fünf DM vertrieben, bis Strauß im November 1982 eine Einziehung wegen § 201 StGB („Verletzung der Vertraulichkeit des Wortes“) durchsetzte.

## Zitate
„Wenn ein Rentner mit fünf Dackeln spazieren geht, der eine hebt’s Bein, der andere läuft dem Wurstzipfel nach, der dritte verschwindet in der Kantine, der vierte legt sich im Straßengraben schlafen, und der fünfte jault durch die Gegend. Und wenn man ihn dann fragt: Ja, was ist denn da los?, sagt er: Ja, das ist mein Führungsstil.“

„Der Helmut Kohl wird nie Kanzler werden. Der wird mit 90 Jahren die Memoiren schreiben: ‚Ich war 40 Jahre Kanzlerkandidat; Lehren und Erfahrungen aus einer bitteren Epoche‘. Vielleicht ist das letzte Kapitel in Sibirien geschrieben worden oder wo.“

„Die politischen Pygmäen der CDU, die nur um ihre Wahlkreise bangen, diese Zwerge im Westentaschenformat, diese Reclam-Ausgabe von Politikern.“

## Rezeption
„Immerhin hat Strauß Kohl in seiner berühmten Wienerwald-Rede 1976 die charakterliche Fähigkeit abgesprochen, Kanzler zu sein. ‚Kohl ist total unfähig‘, das waren seine Worte. Und mit Verlaub: Auch mit Hilfe der guten bayerischen Wahlergebnisse war Kohl 16 Jahre Bundeskanzler.“